# جغرافیای السالوادور

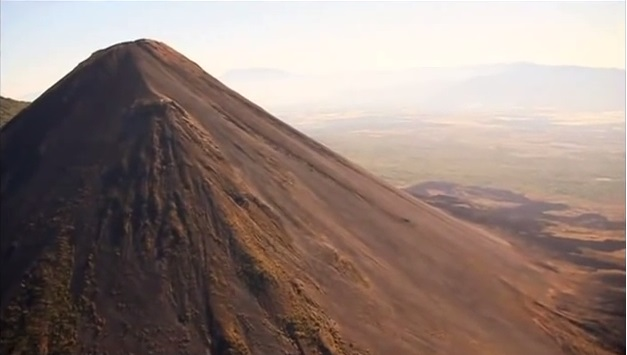
ایزالکو (آتشفشان)

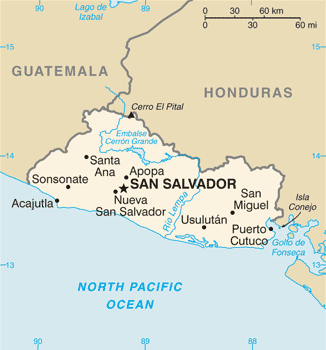
نقشه سیاسی السالوادور.

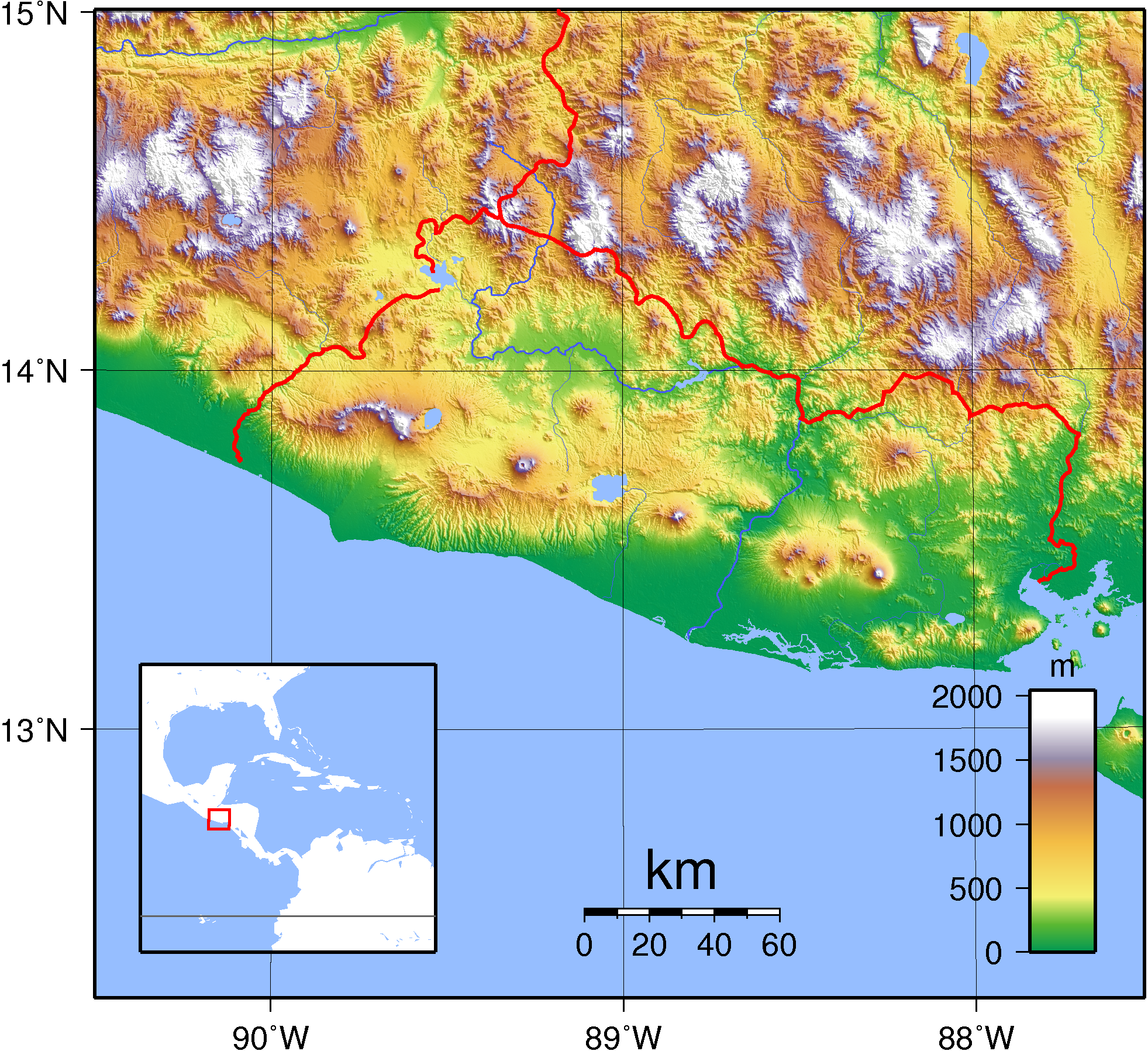
نقشه توپوگرافی السالوادور.

السالوادور با اقیانوس آرام از جنوب و جنوب غربی و با گواتمالا از شمال و شمال غربی و با هندوراس با شمال-شمال شرقی مرز دارد. در جنوب شرقی، خلیج فونسکا آن را از نیکاراگوئه جدا می‌کند. السالوادور کوچکترین کشور آمریکای مرکزی است و تنها کشور بدون خط ساحلی در دریای کارائیب است.
السالوادور کوچک‌ترین جمهوری آمریکای مرکزی است که از شمال و مشرق به هندوراس، از جنوب به اقیانوس آرام، و از مغرب به گواتمالا محدود است.
این کشور کوهستانی است، رشته‌های کوهستانی در امتداد مرز با هندوراس و زنجیره‌های آتشفشانی و بلندتر در جنوب قرار دارد. آب و هوای آن در ساحل، استوایی مرطوب و بسیار گرم است، در حالی که مناطق درونی معتدل است.
السالوادور بیش از ۳۰۰ رودخانه دارد که مهم‌ترین آن رود لمپا است که از گواتمالا سرچشمه می‌گیرد و تنها رودخانه قابل کشتیرانی در السالوادور است. لمپا و شاخه‌های آن حدود نیمی از کشور را آبیاری می‌کند.
بلندترین کوه آتشفشان سانتا آنا به ارتفاع ۲۳۸۱ متر و بلندترین نقطهٔ کشور، کوه سرو ال پیتال به ارتفاع ۲۷۳۰ متر است.
شهرهای مهم آن سان سالوادور، سانتا آنا، سویاپانگو و سان میگوئل و بندرهای آن ژاکوآران و لالیبرتاد هستند.
السالوادور در تاریخ خود شاهد زمین‌لرزه‌های ویرانگر و فوران‌های آتشفشانی بوده‌است. سان سالوادور در سال ۱۷۵۶ و پس از آن در سال ۱۸۵۴ توسط زمین‌لرزه نابود شد و لرزه‌های ۱۹۱۹، ۱۹۸۲ و ۱۹۸۶ نیز آسیب زیادی به این شهر زد. این کشور بیش از بیست آتشفشان دارد که دوتای آن‌ها یعنی سان میگوئل و ایزالکو در سال‌های اخیر فعال بوده‌اند.
در السالوادور چندین دریاچه نیز وجود دارد که در دهانه آتشفشان‌ها تشکیل شده‌اند که مهم‌ترین آن‌ها دریاچه یوپانگو و دریاچه کوآتپاکه هستند. دریاچه گویخا بزرگ‌ترین دریاچه طبیعی السالوادور است. با سدسازی بر روی رود لمپا چندین دریاچه مصنوعی نیز پدید آمده که بزرگ‌ترین آن‌ها «امبالسه سرون گرانده» نام دارد.

## مسائل زیست‌محیطی
جنگل زدایی؛ فرسایش خاک؛ آلودگی آب؛ آلودگی خاک‌ها از دفع زباله‌های سمی.
ال سالوادور عضو کنوانسیون تنوع زیستی، کنوانسیون چارچوب سازمان ملل متحد در مورد تغییرات آب و هوا، پروتکل کیوتو به کنوانسیون چارچوب سازمان ملل متحد در مورد تغییرات آب و هوایی، کنوانسیون سازمان ملل برای مبارزه با بیابان زایی، CITES، کنوانسیون بازل، پیمان ممنوعیت تست جزئی، پروتکل مونترال کنوانسیون رامسر. السالوادور کنوانسیون سازمان ملل دربارهٔ حقوق دریا را امضا کرده‌است، اما تصویب نکرده‌است.

## تقسیمات کشوری
السالوادور به ۱۴ استان (departamentos) تقسیم شده که هر استان نیز خود به بخش‌هایی (municipios) تقسیم گشته‌است.
| استان‌های السالوادور                                                                                               | استان‌های السالوادور | استان‌های السالوادور                                                               |
| --- | --- | --------------------------------------------------------------------------------- |
| تقسیمات کشوری السالوادور.                                                                                         | |                                                                                   |
| السالوادور شرقی اوسولوتان (اوسولوتان) سان میگوئل (سان میگوئل) مورازان (سان فرانسیسکو گوترا) لا اونیون (لا اونیون) | السالوادور مرکزی لالیبرتاد (سانتا تکلا) چالاتنانگو (چالاتنانگو) کوسکاتلان (کوخوتپکه) سان‌سالوادور (سان‌سالوادور) لاپاز (زاکاته‌کولوکا) کابانیاس (سنسونته‌پکه) سان ویسنته (سان ویسنته) | السالوادور غربی آهوآچاپان (آهوآچاپان) سانتا آنا (سانتا آنا) سونسوناته (سونسوناته) |
| یادداشت: مرکز استان‌ها در پرانتز آمده‌اند.                                                                          | |                                                                                   |